# Capo Thomas Hubbard
Il capo Thomas Hubbard è un promontorio situato all'estremità settentrionale dell'isola di Axel Heiberg nel territorio del Nunavut (Canada settentrionale). Si protende nel mar Glaciale Artico, a 510 km di distanza dal villaggio di Etah, in Groenlandia.

## Storia
Raggiunto per la prima volta da Robert Peary nel giugno 1906, divenne il punto di partenza della spedizione di Donald B. MacMillan alla ricerca dell'inesistente terra di Crocker nell'aprile 1914.
Il capo venne battezzato così da Peary in onore del generale Thomas Hamlin Hubbard, presidente del Peary Arctic Club di New York, uno dei finanziatori delle imprese dell'esploratore artico ed ex studente del Bowdoin College.